# 笊篱
笊篱是一種烹飪器具，東亞傳統的笊篱用竹篾、柳條、鉛絲等編成。在烹饪時，用來撈取食物，使之與油或湯水分離。英文稱為strainer。因為網狀酷似蜘蛛網，所以英文別名叫做kitchen spider（如果搜索時只輸入spider, 你只會搜到一堆蜘蛛）。
閩南語俗稱麵摵仔，摵仔麵（俗寫作切仔麵）一名即源於此。粵語為炸篱。